# ضحايا الماضي: الخطيئة ضد الدم والعرق
ضحايا الماضي (العنوان الألماني الأصلي: Opfer der Vergangenheit: Die Sünde أوسع Blut und Rasse (العربية: ضحايا الماضي: الخطيئة ضد الدم والعرق)كان فيلمًا دعائيًا نازيًا تم إنتاجه عام 1937. كان هذا الفيلم تكملة لاربركانك ( مرض وراثي )، الذي أظهرو صورًا مروعة للمصابين بالجنون في المصحات الألمانية من أجل تعزيز الدعم العام لبرنامج عملية T4 المخطط للمرضى العقليين. توصف ممارسات توفير المؤسسات والرعاية لضحايا الأمراض الوراثية بأنها تتعدى على قانون الانتقاء الطبيعي، ويتم تصوير حساب هذه الرعاية على أنها استنزاف للعمال الأصحاء، ومنع استخدام هذه الأموال لمساعدة الألمان الأصحاء على تحسين الأرواح.
تم عرضه في كل سينما في ألمانيا. وبحسب ما ورد أعجب أدولف هتلر بذلك.
مثل الأفلام الخمسة الأخرى التي تصور حالة المرضى النفسيين في ألمانيا، تم إنتاج الفيلم على يد مكتب السياسة العنصرية (المكتب الوطني الاشتراكي العرقي والسياسي). ومع ذلك، كان هذا الفيلم هو الوحيد الذي تم إنتاجه بالصوت.

## روابط خارجية
- ضحايا الماضي: الخطيئة ضد الدم والعرق على موقع IMDb (الإنجليزية)
- ضحايا الماضي: الخطيئة ضد الدم والعرق على موقع قاعدة بيانات الأفلام السويدية (السويدية)
- ضحايا الماضي: الخطيئة ضد الدم والعرق على موقع قاعدة بيانات الفيلم (الإنجليزية)
- ضحايا الماضي: الخطيئة ضد الدم والعرق على موقع ليتربوكسد (الإنجليزية)
- ضحايا الماضي: الخطيئة ضد الدم والعرق على موقع كينوبويسك (الروسية)
- ضحايا الماضي: الخطيئة ضد الدم والعرق  في قاعدة بيانات الأفلام على الإنترنت (بالإنجليزية)